# Harold William Rigney
Harold William Rigney SVD (* 18. Dezember 1900 in Chicago; † 16. Januar 1980 in Techny) war ein US-amerikanischer römisch-katholischer Priester.

## Leben
Er trat 1918 ins St. Mary’s Mission House ein. Er legte 1924 seine ersten Gelübde, 1929 seine letzten Gelübde ab und wurde am 19. April 1930 in St. Mary’s ordiniert. Er besuchte die University of Chicago und schloss 1937 mit dem Ph.D. in der Paläontologie ab. Er wurde 1946 Rektor der Fu-Jen-Universität in Peking. Die chinesische Regierung verhaftete ihn am 25. Juli 1951. Er wurde am 11. September 1955 freigelassen. Von 1959 bis 1964 war er Rektor der Universität von San Carlos. 1965 wurde er zum Lehrer am Divine Word College in Epworth ernannt und 1970 zum Präsidenten ernannt. Dort blieb er bis zu seiner Pensionierung 1975.

## Schriften (Auswahl)
- The morphology of the skull of a young Galesaurus planiceps and related forms. 1938, OCLC 459822781.
- Four years in a red hell. The story of Father Rigney. Chicago 1956. archive.org archive.org
  - Vier Jahre in roter Hölle. Ein Tatsachenbericht. Kaldenkirchen 1956, OCLC 720334308.
  - Cuatro años en el Infierno Rojo. Buenos Aires 1958, OCLC 432895269.